# Ортега, Доминго
Доминго Лопес Ортега (25 февраля 1906, Борокс, Испания — 8 мая 1988) — испанский матадор и писатель.
Происходил из фермерской семьи, в детстве много помогал своему отцу в сельскохозяйственных работах, продавал выращенный чеснок на рынках. С корридой впервые познакомился в 1928 году, когда, наблюдая за ходом поединка, в котором бык был ранен тореадором, выскочил на арену, попросил пику и убил быка. После этого начал обучение и в 1931 году стал профессиональным тореадором. Он выступал до 1950 года, выйдя затем в отставку, но вернулся на арену в 1953, окончательно уйдя из корриды в 1954 году.
Большинство источников, современных Ортеге, описывали его как талантливого и смелого тореадора. Тем не менее, более всего его прославила написанная им научная работа о принципах искусства корриды El art del Torrero .